# Siegbert Frank
Siegbert Leopold Frank (* 1939 in Untergrombach; † 22. Juli 1998 in Pforzheim) war ein deutscher Kommunalpolitiker (CDU) und Erster Bürgermeister in Pforzheim.

## Leben und Wirken
Von 1968 bis 1976 war er Geschäftsführer des CDU-Kreisverbands Enzkreis/Pforzheim BV Nordbaden. 1977 wurde er Bürgermeister im Dezernat IV der Stadt Pforzheim. 1986 wurde er zudem als Nachfolger von Albert Klein zum Ersten Bürgermeister und stellvertretenden Oberbürgermeister von Pforzheim gewählt. Bis zu seinem Tode im Juli 1998 arbeitete er auf dieser Position. Ihm folgte Matthias Wittwer nach.
Während seiner politischen Laufbahn wurden unter seiner Aufsicht und in seiner Verantwortung große Projekte in Pforzheim voran getrieben. Vor allem in seiner Eigenschaft als Planungs- und Baudezernent zeichnete er für die Erweiterung des Heizkraftwerkes sowie die Neuordnung der Stadtwerke Pforzheim verantwortlich. Auch die Durchführung der Landesgartenschau 1992 hatte Frank zu verantworten. Auch für die Städtepartnerschaft mit Osijek war Frank sehr aktiv und wurde so auch zum Osijeker Ehrenbürger.
Siegbert Frank war ein Freund und enger Vertrauter des späteren Ministerpräsidenten Stefan Mappus.
Frank war neben seiner politischen Karriere bis zuletzt auch Ehrensenator der Karneval-Gesellschaft Hochburg. Er war verheiratet und hatte zwei Kinder. Nach schwerer Krankheit verstarb Siegbert Frank im Alter von 58 Jahren am 22. Juli 1998. Sein persönlicher Nachlass befindet sich heute im Stadtarchiv Pforzheim.